# Ben McLemore
Ben Edward McLemore III (St. Louis, 11 febbraio 1993) è un cestista statunitense.

## Carriera

### NCAA
Nel suo unico anno a Kansas ha giocato 37 partite, con medie di 15,9 punti, 5,2 rimbalzi e 2 assist a partita.

### NBA
Il 27 giugno 2013 è stato scelto nel Draft NBA dai Sacramento Kings con la 7ª scelta assoluta. Il 13 novembre 2013 ha giocato la sua prima partita in quintetto base nella NBA, in una vittoria casalinga per 107-86 contro i Brooklyn Nets. Ha vinto il premio di rookie del mese della Western Conference, grazie a medie di 9,1 punti, 2,9 rimbalzi e 0,9 assist in 22,8 minuti di impiego, con percentuali del 35% nel tiro da tre punti e dell'81% nei tiri liberi. Il 6 dicembre 2013 ha segnato per la prima volta 20 punti in una partita, in una sconfitta casalinga per 106-100 contro i L.A. Lakers. Il 20 dicembre segna 20 punti contro i Miami Heat, pareggiando così il suo massimo di punti in una partita NBA. Il 16 aprile segna 31 punti (suo massimo in carriera e prima partita da almeno 30 punti in NBA) nell'ultima partita di regular season, persa per 104-99 contro i Phoenix Suns. Chiude la stagione con un totale di 82 partite giocate, 55 delle quali partendo in quintetto base, con medie di 8,8 punti, 2,9 rimbalzi, 1 assist, 0,5 palle recuperate e 0,2 stoppate a partita con il 32,0% nel tiro da tre punti in 26,7 minuti di media a partita.
Nel'estate del 2017 firma un contratto biennale da complessivi 10,6 milioni di dollari con i Memphis Grizzlies con cui rimane soltanto una stagione (la 2017-2018), nella quale disputa 56 partite, nelle quali gioca una media di 20 minuti a partita con medie di 7,5 punti, 2,5 rimbalzi e 0,9 assist a partita; nell'estate del 2018 viene coinvolto in una trade tra Memphis ed i Sacramento Kings, che cedono a Memphis Garrett Temple ricevendo in cambio una seconda scelta al draft, Deyonta Davis e lo stesso McLemore, che dopo una sola stagione fa quindi ritorno ai Kings.
Il 24 luglio 2019 firma un contratto con gli Houston Rockets. Il 6 aprile del 2021 passa ai Los Angeles Lakers, dove debutta due giorni dopo realizzando 6 punti contro i Miami Heat.

## Statistiche

### NCAA
| Anno      | Squadra         | PG | PT | MP   | TC%  | 3P%  | TL%  | RP  | AP  | PRP | SP  | PP   |
| --------- | --------------- | -- | -- | ---- | ---- | ---- | ---- | --- | --- | --- | --- | ---- |
| 2012-2013 | Kansas Jayhawks | 37 | 36 | 32,2 | 49,5 | 42,0 | 87,0 | 5,2 | 2,0 | 1,0 | 0,7 | 15,9 |

#### Massimi in carriera
- Massimo di punti: 36 vs West Virginia (2 marzo 2013)[5]
- Massimo di rimbalzi: 12 vs Southeast Missouri State (9 novembre 2012)
- Massimo di assist: 5 vs Southeast Missouri State (9 novembre 2012)
- Massimo di palle rubate: 3 (2 volte)
- Massimo di stoppate: 3 vs Southeast Missouri State (9 novembre 2012)
- Massimo di minuti giocati: 49 vs Oklahoma State-Stillwater (20 febbraio 2013)

### NBA

#### Regular season
| Anno      | Squadra             | PG  | PT  | MP   | TC%  | 3P%  | TL%  | RP  | AP  | PRP | SP  | PP   |
| --------- | ------------------- | --- | --- | ---- | ---- | ---- | ---- | --- | --- | --- | --- | ---- |
| 2013-2014 | Sacramento Kings    | 82  | 55  | 26,7 | 37,6 | 32,0 | 80,4 | 2,9 | 1,0 | 0,5 | 0,2 | 8,8  |
| 2014-2015 | Sacramento Kings    | 82  | 82  | 32,6 | 43,7 | 35,8 | 81,3 | 2,9 | 1,7 | 0,9 | 0,2 | 12,1 |
| 2015-2016 | Sacramento Kings    | 68  | 53  | 21,2 | 42,9 | 36,2 | 71,8 | 2,2 | 1,2 | 0,8 | 0,1 | 7,8  |
| 2016-2017 | Sacramento Kings    | 61  | 27  | 19,3 | 43,0 | 38,2 | 75,3 | 2,1 | 0,8 | 0,5 | 0,1 | 8,1  |
| 2017-2018 | Memphis Grizzlies   | 56  | 17  | 19,5 | 42,1 | 34,6 | 82,8 | 2,5 | 0,9 | 0,7 | 0,3 | 7,5  |
| 2018-2019 | Sacramento Kings    | 19  | 0   | 8,3  | 39,1 | 41,5 | 66,7 | 0,9 | 0,2 | 0,3 | 0,1 | 3,9  |
| 2019-2020 | Houston Rockets     | 71  | 23  | 22,8 | 44,4 | 40,0 | 74,6 | 2,2 | 0,8 | 0,6 | 0,2 | 10,1 |
| 2020-2021 | Houston Rockets     | 32  | 4   | 16,8 | 35,7 | 33,1 | 71,9 | 2,1 | 0,9 | 0,6 | 0,1 | 7,4  |
| 2020-2021 | L.A. Lakers         | 21  | 1   | 17,5 | 39,0 | 36,8 | 76,2 | 1,6 | 0,5 | 0,1 | 0,3 | 8,0  |
| 2021-2022 | Portland T. Blazers | 64  | 6   | 20,1 | 40,1 | 36,2 | 81,8 | 1,6 | 0,9 | 0,6 | 0,2 | 10,2 |
| Carriera  | Carriera            | 556 | 268 | 22,5 | 41,4 | 36,3 | 78,0 | 2,3 | 1,0 | 0,6 | 0,2 | 9,0  |

#### Play-off
| Anno     | Squadra         | PG | PT | MP   | TC%  | 3P%  | TL% | RP  | AP  | PRP | SP  | PP  |
| -------- | --------------- | -- | -- | ---- | ---- | ---- | --- | --- | --- | --- | --- | --- |
| 2020     | Houston Rockets | 11 | 0  | 11,8 | 37,5 | 38,9 | -   | 1,0 | 0,5 | 0,4 | 0,0 | 4,0 |
| 2021     | L.A. Lakers     | 4  | 0  | 9,0  | 22,2 | 33,3 | -   | 1,8 | 0,3 | 0,3 | 0,0 | 1,5 |
| Carriera | Carriera        | 15 | 0  | 11,1 | 34,7 | 38,1 | -   | 1,2 | 0,5 | 0,3 | 0,0 | 3,3 |

#### Massimi in carriera
- Massimo di punti: 31 vs Phoenix Suns (16 aprile 2014)[6]
- Massimo di rimbalzi: 13 vs Atlanta Hawks (30 novembre 2019)
- Massimo di assist: 7 (2 volte)
- Massimo di palle rubate: 4 (7 volte)
- Massimo di stoppate: 3 vs Dallas Mavericks (10 marzo 2018)
- Massimo di minuti giocati: 50 vs Washington Wizards (18 marzo 2014)

## Palmarès
- All Big-12 First Team (2013)
- NCAA AP All-America Second Team (2013)
- NBA Western Conference Rookie of the month (novembre 2013)